# Lucas Winnips
Lucas Winnips (Alkmaar, 8 februari 1975) is een Nederlands schrijver.
Winnips debuteerde in november 2006 bij Uitgeverij 521 met zijn verhalenbundel Louise Honing. Enkele van de verhalen in deze bundel verschenen eerder in diverse literaire tijdschriften, waaronder Nymph en Passionate.